# Remigia ancilla
Remigia ancilla är en fjärilsart som beskrevs av W. Warren 1913. Remigia ancilla ingår i släktet Remigia och familjen nattflyn. Inga underarter finns listade.